# North Country Blues
North Country Blues – piosenka skomponowana przez Boba Dylana, nagrana przez niego w sierpniu 1963 r. i wydana na trzecim studyjnym albumie The Times They Are a-Changin’ w styczniu 1964 r.

## Historia i charakter utworu
Kompozycja ta najpewniej powstała tuż przed sesjami do albumu, gdyż nigdy wcześniej nie pojawiła się na żadnym występie Dylana, ani nie zarejestrował jej u swojego wydawcy Witmark Music.
Narratorem tej smutnej piosenki jest kobieta, samotna matka trójki dzieci, mieszkająca w miasteczku, z którego już dawno ludzie się wyprowadzili, gdyż wszystko, co dało się wyeksploatować, zostało wyeksploatowane. Tego typu miejscowości nazywane są w USA „miastami duchów” (ang. ghost town).
Utwór ten wywodzi się bezpośrednio z tradycyjnej folkowej piosenki „Dink's Song”, którą Dylan wykonywał we wczesnym etapie swojej kariery i do której powrócił w środkowym etapie jej rozwoju. Była to XIX-wieczna „autobiograficzna” ballada, traktująca o biedzie.
Jednak kompozycja ta także wywodzi się bezpośrednio z własnych przeżyć Dylana z Hibbing, gdzie zetknął się z przykładami krańcowej biedy, gdy zbierał niezapłacone długi od ludzi będących w potrzebie, dla sklepu z urządzeniami domowymi jego ojca.
Od strony muzycznej kompozycja ta wiele zawdzięcza, zwłaszcza jeśli chodzi o stronę wokalną, bluesmanowi Skipowi Jamesowi. Ta wysoka emocjonalność, typowa dla Jamesa, jest szczególnie słyszalna na nagraniu z albumu i z „Carnegie Hall”. Benefisowa wersja z maja 1974 r. utraciła już to zaangażowanie.

## Wersje Dylana
Utwór ten był jednym z najrzadziej wykonywanych przez Dylana na koncertach.
Po raz pierwszy kompozycja ta pojawia się na sesji nagraniowej do albumu The Times They Are a-Changin’ dnia 6 sierpnia 1963 r. Powstały co najmniej cztery wersje utworu.
Potem kompozycja ta była wykonana na koncertach zaledwie dwukrotnie:
- 26 października 1963 r. – koncert Dylana w Carnegie Hall. Był to pierwszy koncert, na który zaprosił swoich rodziców. Występ ten był nagrywany przez Columbię w celu wydania na koncertowym albumie. Złożyć się na niego miały nagrania z trzech koncertów, jednak pomysł został porzucony i jedyną pozostałością z tego planu jest wydrukowana już okładka albumu.
- 9 maja 1974 r. – benefisowy koncert zorganizowany przez Phila Ochsa w „Felt Forum” w Madison Square Garden dla „Przyjaciół Chile”.

## Dyskografia i wideografia
- Film

- The Other Side of the Mirror. Bob Dylan Live at the Newport Folk Festival 1963–1965 (2007)

## Inne wykonania
- Joan Baez – Any Day Now (1968); Vanguard Sessions: Baez Sings Dylan (1998)
- Bettina Jonic – The Bitter Mirror (1975)
- Frank Tovey – Tyranny and the Hired Hand (1989)
- Richard Meyer na albumie różnych wykonawców The Times They Are a-Changin’  (1994)